# 阿尔武纽埃拉斯
阿尔武纽埃拉斯，是西班牙安达卢西亚自治区格拉纳达省的一个市镇。总面积140平方公里，总人口1156人（2001年），人口密度8人/平方公里。